# Reina Reyes
Reina Reyes (Montevideo, 6 de enero de 1904 – Ibidem, 4 de diciembre de 1993) fue una maestra y pedagoga uruguaya, que se desempeñó además como psicóloga, periodista y legisladora. 

## Biografía
Nació el 6 de enero de 1904, falleciendo en Montevideo el 4 de diciembre de 1993 a los 89 años.
Gana la Cátedra de Pedagogía del Instituto Magisterial Superior y de los Institutos Normales. En el transcurso de su vida fue una militante activa de causas populares, de movimientos a favor de la Educación Pública, Educación Rural, Educación Laica y de los derechos del niño y adolescente. 
En 1949, escribe la obra titulada "Psicología y Re- Educación del Adolescente" a partir de su experiencia en el Hogar Femenino N° 1 del INAME, pero la misma es publicada 40 años más tarde. A partir de allí es que denota la idea de "salud mental" y como lograr la misma a partir de una perspectiva de género y de calidad de vida para la mujer.
Durante toda su vida se presentó como una autodidacta y ecléctica, basando su ideal en la obra de reconocidos pensadores como Marcuse, Marx, Freud, Fromm, Sartre, Piaget, Dewey, conformando los rasgos más importantes de su filosofía realista, con una visión actualizada de la educación.

## Vida personal
En 1954 contrajo nupcias con Felisberto Hernández, cuya unión concluyó en 1958.

## Obras
- 2012, "Escuela que el Uruguay necesita"
- 1946, "La Educación Laica"
- 0001, "Manuales de Instrucción Primaria"
- 1963, "Psicología y Re-educación del adolescente"
- 2076, "¿Para qué futuro educamos?".[2]

y7ghhnnhmski,

## Homenajes
En noviembre de 2014 se celebró en Uruguay el Segundo congreso Nacional de Educación "Maestra Reina Reyes", donde se trataron temas ligados a la participación, ciudadanía y educación en los diferentes niveles de enseñanza.